# Catedral de Echmiadzin

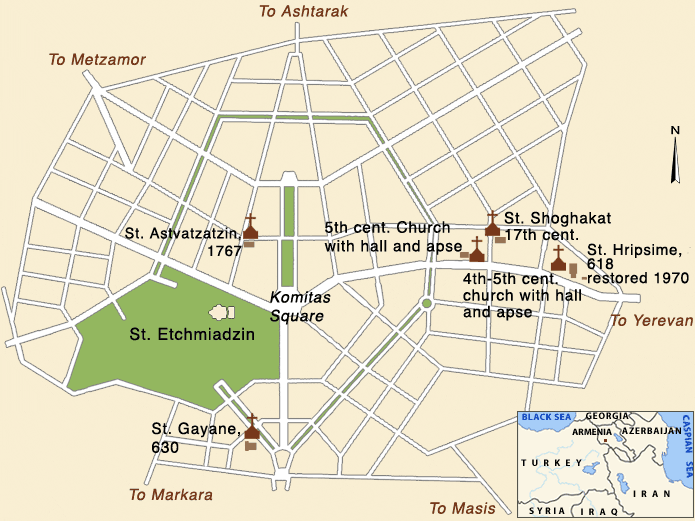
Mapa de Echmiadzín.

El gran complejo monástico de Echmiadzin (en armenio: Էջմիածնի մայր տաճար, Ēǰmiatsni mayr tačar) en Armenia, que actualmente es la sede del catolicós de Armenia y fue la primera catedral del cristianismo, se compone de varios edificios o grupos de edificios que datan de los siglos IV, V, VI, VII y XVII. Desde el año 2000, el complejo religioso de Echmiadzin y el yacimiento arqueológico de Zvartnóts se encuentran en el Patrimonio de la Humanidad.
Hoy día, la sede de la Iglesia apostólica armenia abriga la cancillería, un seminario mayor y un museo.

## Catedral matriz de Echmiadzin
Esta catedral es el edificio cristiano más antiguo de Armenia. Su primera construcción data del 303, pero posteriormente fue reconstruida en 484. Durante los siguientes siglos el edificio ha sido reformado varias veces, y solo las paredes sur y oeste datan del siglo cuarto. El siglo XVII es el período en el que el monumento ha sido reformado con más frecuencia, dándole su aspecto actual a la catedral: la construcción de la cúpula en 1627, la torre de dos pisos en 1658, la linterna en 1683 y los frescos interiores de un estilo curiosamente persa.
La catedral tiene los mejores ejemplos de la escultura armenia cristiana, como un bajo relieve que representa a San Pablo y a Santa Tecla, así como unas aves y una cruz. Santa Echmiadzin tiene en su poder tres reliquias: la Lanza de la Pasión, la mano de san Gregorio y madera del Arca de Noé.

## Iglesia de Santa Hripsime

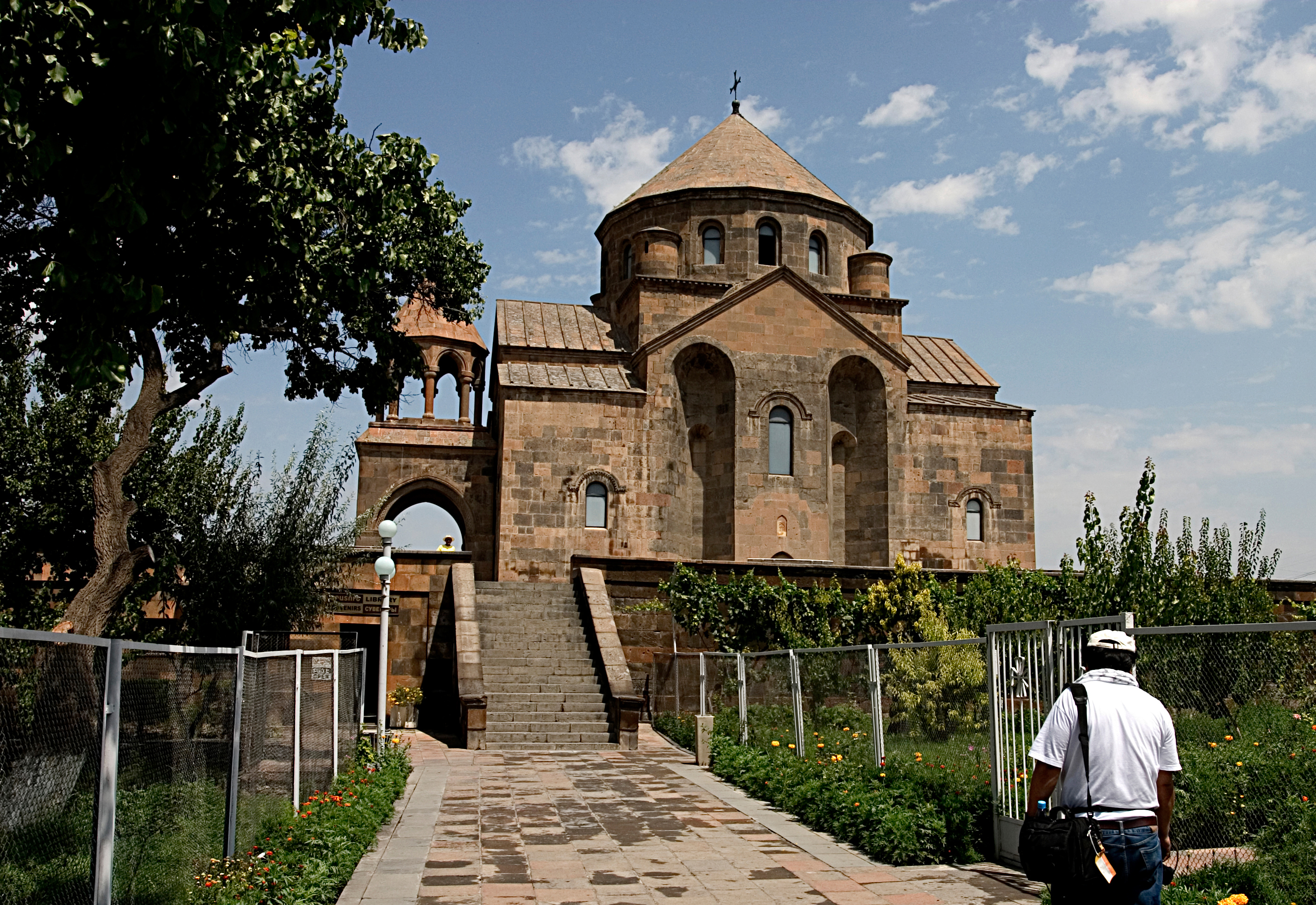
Iglesia de Santa Rípsima.

La iglesia de Santa Hripsime data del 618. Aunque ha sido, como la catedral de Santa Echmiadzin, restaurada en el siglo XVII, conserva su aspecto original, testimonio claro de la arquitectura armenia. Durante esta restauración se construyó el pórtico en 1653, rodeado por una muralla construida mucho más tarde, en 1776. Tiene un gavit (una especie de narthex) y coronando todo una cúpula.

## Iglesia de Santa Gayané

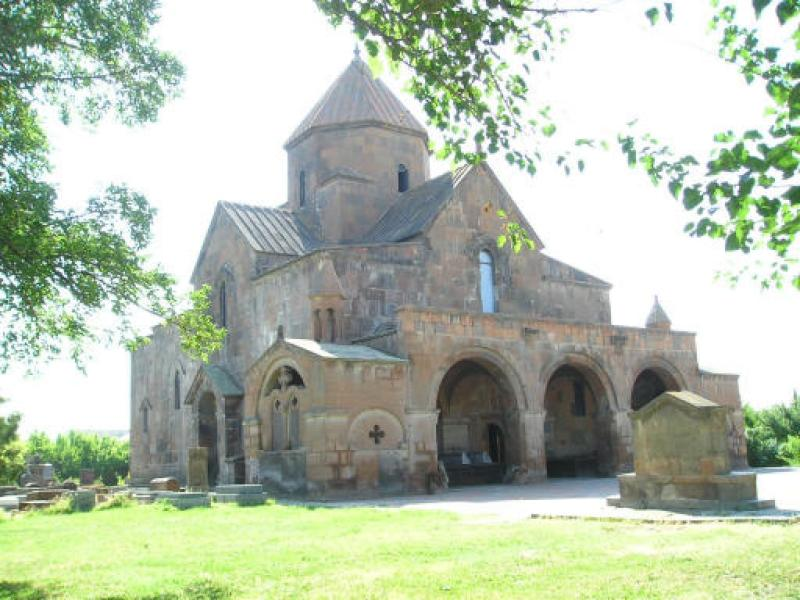
Iglesia de Santa Gayané.

La iglesia de Santa Gayané fue construida en el 630. En el lugar ocurrió el martirio de Gayané que era una niña romana refugiada en Armenia. Su gavit fue construido en 1688. La iglesia también fue reformada como las dos anteriores en el siglo XVII y tiene una cúpula octogonal en el centro de la pequeña nave y del transepto.

## Iglesia de Choghagat
La iglesia de Choghagat (o Choghakath) fue construida como la de Gayané, Santa Hripsime y Santa Echmiadzin, en el siglo VII; la fecha exacta de la construcción del edificio no se conoce con certeza. Destruida, fue reconstruida en 1695. Su planta es longitudinal, con una sola nave, con arcos que sostienen la cúpula gracias a unas pilastras adosadas a las paredes.

## Iglesia de Astvatsatsín (Madre de Dios)
La iglesia de Astvatsatsín fue, al igual que las otras, construida alrededor del siglo VII. Fue reconstruida en el 1767. Actualmente, tiene una función y una "celebridad" mucho menos importante que los otros edificios religiosos de Echmiadzin.

## Galería

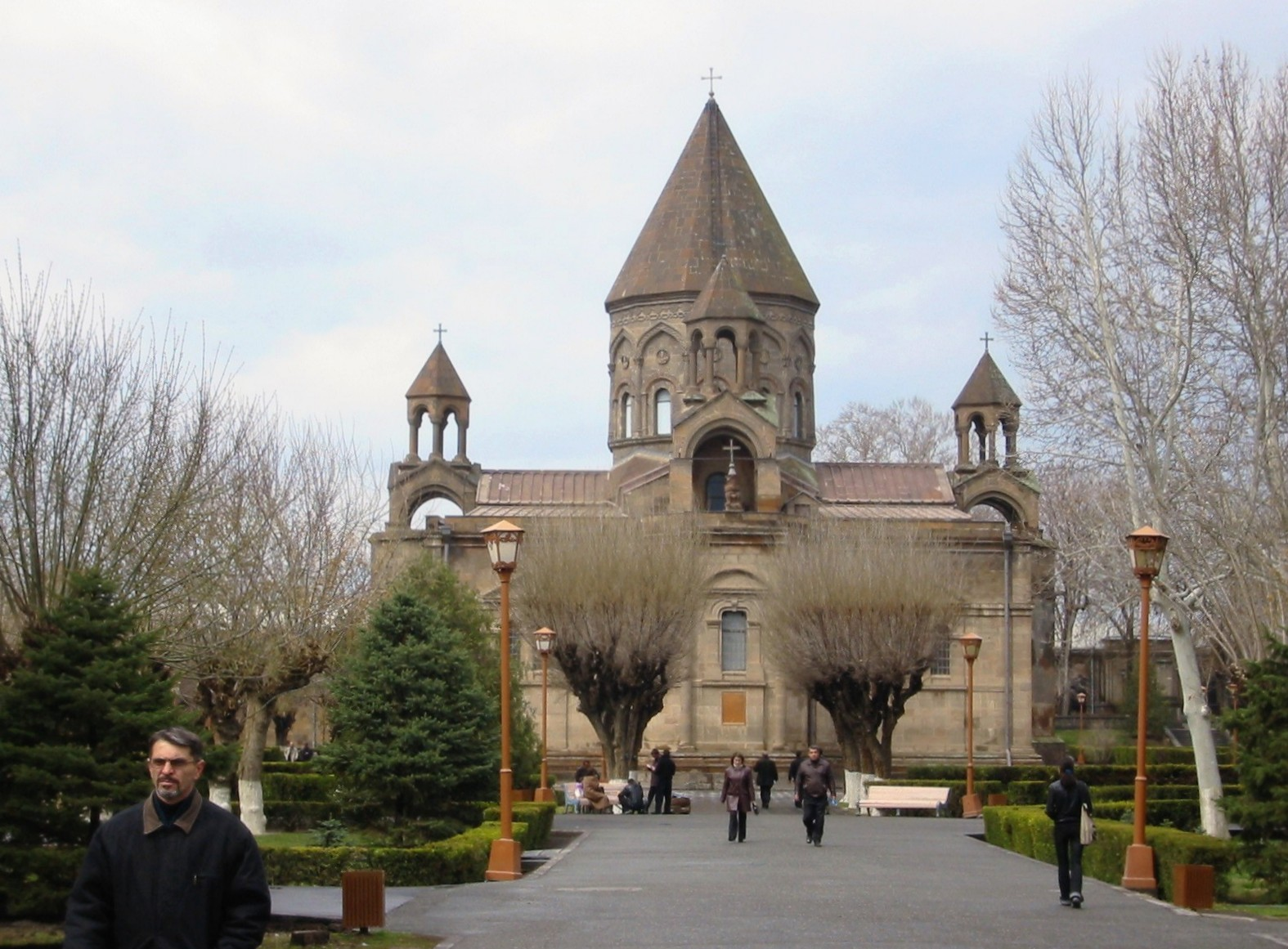
La Catedral de Santa Echmiadzin.
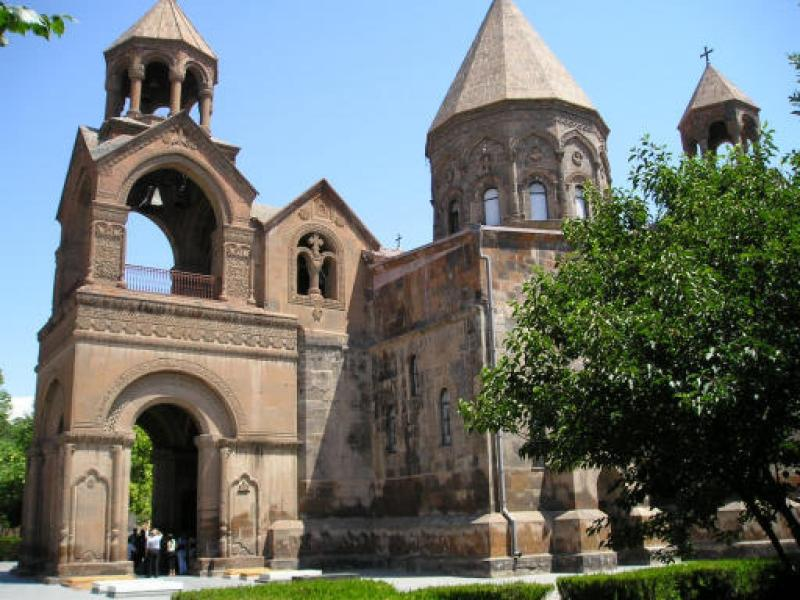
Vista del gavit y de la torre.
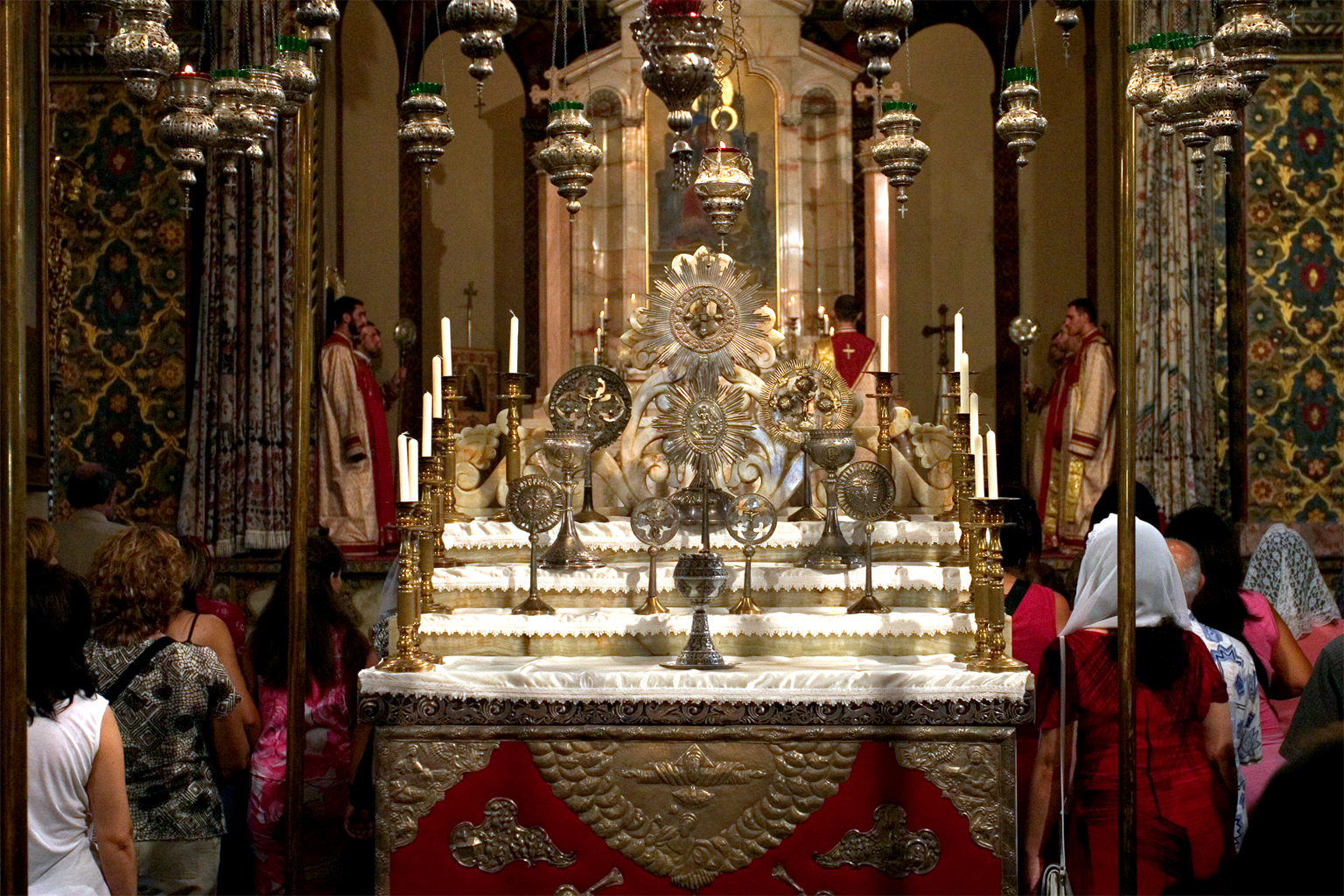
Altar de la catedral.
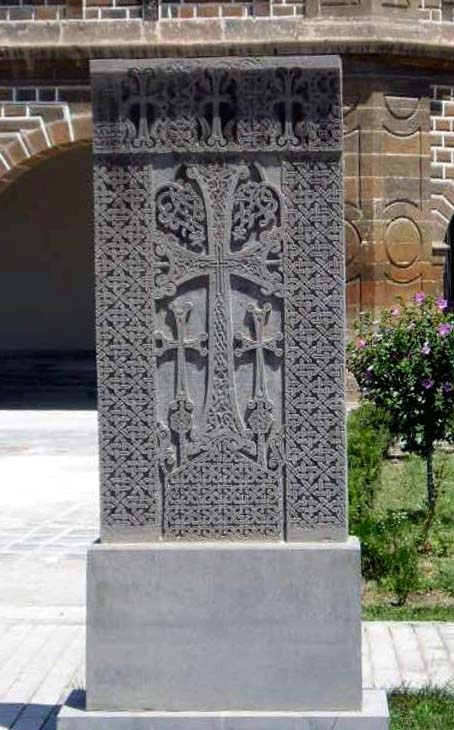
Uno de los muchos jachkares del monumento.